# Familia del General Don Felipe Codallos
Familia del General Don Felipe Codallos es un retrato de familia realizado al óleo por el pintor costumbrista poblano Agustín Arrieta. Representó al general Felipe Codallos, quien fue gobernador de Puebla de 1837 a 1841. 

## La obra
En 1838 Felipe Codallos obtuvo el grado de general de división. Alrededor de esa fecha fue realizado este retrato en donde aparece con su esposa e hijos. Codallos inició su carrera militar en el ejército virreinal. Durante el imperio de Agustín de Iturbide fue general de las provincias de Guatemala y gobernó El Salvador como jefe militar. Más tarde, en la época republicana, participó en la toma de San Juan de Ulúa (1825) y fue comandante general de los departamentos de Yucatán, México, San Luis Potosí y Puebla.
La dedicatoria del artista puede verse en la carta que sostiene el personaje que, a la usanza de las misivas del siglo XIX, comienza con la forma de condescendencia «B.L.M» que significa Besa la mano y continúa con «Al Exmo. General Don Felipe», que al desatar las abreviaturas signfican «Al excelentísimo General Don Felipe Codallos» y presenta la firma del autor. El cuadro corresponde a "Retratos", uno de los tres géneros donde es reconocido el trabajo de Arrieta.